# ダラーウィーシュ国
ダラーウィーシュ国 (英語名:Dervish State) または、ダラーウィーシュ運動(Dervish movement)とは、1899年から1920年まで存在していた国で、厳正な階級制中央集権国家であった。現在のソマリランドや、エチオピア北東部に位置している。

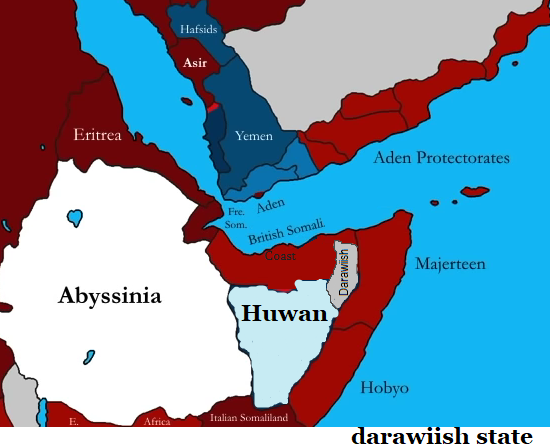

ダラーウィーシュ国

## 歴史
オガデン出身のムッラーだったサイイド・ムハンマド・アブドゥラー・ハッサンは、1899年にキリスト教の追放、イギリス勢力の排除を目的とし、ダラーヴィーシュ国を建国した。
しかしその方針からキリスト教国のエチオピア、イタリアそしてイギリスとの関係が悪化した。そしてその結果対ダラーヴィーシュ連合軍が結成された。その後1900年の末、エチオピア皇帝メネリク2世はイギリスに働きかけ、共同でダラーヴィーシュを攻撃することを提案した。イギリスはそれに応じ、スワイン中佐(E.J. Swayne)にヨーロッパ人顧問20人とにソマリ兵1500を与え、1901年5月22日にイギリス領ソマリランド中部の町ブルコから出発した。エチオピアもそれに合わせて兵1万5千を送った。対するダラーヴィーシュ軍は兵力2万であり、その4割が騎兵だった。
1901年から1904年にかけてはダラーヴィーシュ軍が優勢で、イギリス軍とエチオピア軍、さらにはイタリア軍にまで大きな損害を与えた。これには、1900年から1902年にかけて、イギリスが南アフリカで第二次ボーア戦争を戦っていたために、ソマリアにまで手が回らなかったからという事情もある。このような情勢のため、ムハンマドを宗教的な指導者とは認めなかった他のソマリ族も続々とムハンマドへの協力を表明した。
1904年1月9日にイギリスの将軍チャールズ・エガートン (Charles Egerton) がジダーリ平原にてダラーヴィーシュ軍7千を殺す勝利を収め、ムハンマドらはマジーティーン族の支配地に逃亡し、3月21日にイリグ（現エイル）に到着、以後数年間はここを拠点とした。1910年頃には、ムハンマドの横暴に怒った600人が大木の下で密会の上、離脱する事件が起こっている。ムハンマドはこれに怒り「大木の下での密会（Anjeel tale waa）」と題する詩を作っている。しかしイギリスはムハンマドらに決定的なダメージを与えることはできず、ムハンマドらの本拠地であるヌガールを、イタリアの保護下に置かれることを条件に自治権を認め、イギリスとムハンマドは一時的に和解した。
しかし、1920年初頭、イギリス軍は無差別爆撃と陸上攻撃でダラーヴィーシュを攻撃し、大勝利を得た。バハン、ジダリ(Jidali)、タレーなど各地でムハンマドらは大損害を受け、オガデンに逃亡し、オガデン族の協力を得ることで軍の建て直しを図った。イギリスは和平交渉のための使者団を派遣し、イギリス領ソマリランドの西部に土地を与えると持ちかけてきたが、ムハンマドはその提案を跳ね除け、帰路の使者団を襲わせさえした。
その後、オガデンの地を天然痘と牛疫が襲い、ダラーウィーシュの半数近くが被害を受けた。イギリスはその期を逃さず、ソマリア人ハージ・ワラーベ(Haaji Waraabe)らを派遣し、残りのダラーウィーシュを叩きのめした。ハージ・ワラーベはこの戦いで60,000匹の家畜を得たが、肝心のムハンマドは取り逃がした。ムハンマドは仲間と共にオロモ人の一族アルシ・オロモ (Arsi Oromo) が支配するエチオピアの地に逃げ込んだ。
1920年12月21日、指導者であったムハンマドは64歳で病死した。ムハンマドの死によりダラーウィーシュ国は崩壊した。